# Eksjö museum
Eksjö museum, ursprungligen Albert Engströmmuseet, är ett kommunalt museum i Eksjö.

## Historik
Eksjö museum kom till genom en donation av material om Albert Engström av apotekaren och samlaren Carl David Carlsson (1875-1965) dels 1947, dels 1965. Den 12 juli 1968 invigdes museet under namnet Albert Engströmsmuseet i nuvarande lokaler. Stora delar av samlingen ingår i en av  basutställningarna i museet. Övriga två basutställningar är Eksjö genom seklerna och Smålands militärhistoriska museum. Den stadshistoriska utställningen öppnade 1993. Utställningen om Smålands militära historia öppnade 2004 i den så kallade Röda Längan, en byggnad som varit stall på Ränneslätt tidigare. I två konsthallar visas samtida konst och andra tillfälliga utställningar. 
Eksjö museum och Museigården ligger vid Eksjöån. Här var tidigare en garverigård. Leo Felix Aschan startade ett garveri 1831 i träbyggnaden med loftgång. 1900 byggdes tegelbyggnaden till. Läderfabriken drevs fram till 1928. Från 1947 och under 1950-talet fanns konfektionsindustrin Kaboms i lokalerna. Museigården är sommartid en omtyckt mötesplats och används också för konserter, work-shops och utstträstaden Eksjöällningar. 1993 omformades trädgården av studenter från Alnarp. Trädgården är en påminnelse om de kålgårdar som låg i den här delen av staden, innan det blev en plats för industrier och hantverk. Trädgården förnyades under 2020 med en stor mängd nyplanteringar. Alla växter har en kulturhistorisk koppling och flera ingår i en nationell satsning för att bevara och använda gamla svenska kulturväxter (POM).

## Verksamhet idag
Eksjö museum ligger i trästaden Eksjö. Vid Eksjö museum finns också Eksjö Tourist center. Eksjö museum visar tre basutställningar. I konsthallarna visas samtidskonst och andra utställningar som fångar aktuella ämnen, kulturhistoriskt och med en koppling till samtiden. Den pedagogiska verksamheten riktar sig framför allt till skolor och förskolor men även andra grupper. Eksjö museum har också hand om verksamheten vid Aschanska gården, ett intakt bevarat borgarhem från förra sekelskiftet. Eksjö museums samlingar omfattar fotografiskt material, kulturhistoriska föremål och konst. Eksjö museum förvaltar Eksjö kommuns konstsamling med framför allt verk utplacerade i kommunala lokaler. Konstsamlingen innehåller också material kring två konstnärskap, Albert Engström (1869-1940) och Gudrun Key Åberg (1925-1982).